# Ohmstal
Ohmstal är en ort i kommunen Schötz i kantonen Luzern i Schweiz. Den ligger cirka 29,5 kilometer nordväst om Luzern. Orten har 361 invånare (2023).
Orten var före den 1 januari 2013 en egen kommun, men inkorporerades då i kommunen Schötz.